# Karl Hall (Fußballspieler)
Karl Hall (* 4. Juli 1988 in Bradford, Vereinigtes Königreich) ist ein englisch-seychellischer Fußballspieler.

## Werdegang
Hall wurde als Kind eines englischen Vaters und einer seychellischen Mutter in Großbritannien geboren, wo er auch aufwuchs. Mit dem Fußballspielen begann er im Alter von acht Jahren. Im Alter von zehn Jahren trat er den Parkside Juniors bei und ging dann mit 14 Jahren zu Albion Sports A.F.C., wo er später in den Erwachsenenbereich wechselte.
Auf die Seychellen kam er ursprünglich im Rahmen eines einmonatigen Urlaubs, kehrte aber aufgrund einer Frau wieder zurück. Sein Onkel vermittelte ein Probetraining bei Saint Michel United FC, in dem er überzeugte und einen Vertrag erhielt. Nach einem Jahr ging er für vier Jahre zurück in sein Geburtsland, wo er wieder für Albion Sports in der achtklassigen Northern Premier League antrat. Nach seiner Rückkehr auf die Seychellen 2015 (aufgrund der Taufe seines Patenkindes) absolvierte er zwei Spielzeiten für seinen alten Club Saint Michel United FC in Anse aux Pins, bevor er dann bei dem Ligarivalen Saint Louis Suns United unterzeichnete.
Für die Seychellische Fußballnationalmannschaft absolvierte er zwischen 2011 und 2020 insgesamt 25 FIFA-gewertete Spiele. Im Halbfinale der achten IOIG (Indian Ocean Island Games) erzielte er zwei Minuten vor Ende der Verlängerung den Siegtreffer. Das Finale gegen die mauritische Fußballnationalmannschaft gewann sein Team im Elfmeterschießen.

## Erfolge
- Indian Ocean Island Games: 2011
- Seychellischer Meister (3): 2010, 2011, 2015
- Seychellischer Pokalsieger (2): 2011, 2016